# Tour Down Under 2005
La 7.ª edición del Tour Down Under (llamado oficialmente: Santos Tour Down Under) fue una carrera de ciclismo en ruta por etapas que se celebró entre el 18 y el 23 de enero de 2005 en Australia con inicio y final en la ciudad Adelaida sobre un recorrido de 726 kilómetros.
La carrera formó parte del UCI Oceania Tour 2005 dentro de la categoría 2.HC (máxima categoría de estos circuitos).
La carrera fue ganada por el corredor español Luis León Sánchez, en segundo lugar Allan Davis y en tercer lugar Stuart O'Grady.

## Clasificaciones finales
- Las clasificaciones finalizaron de la siguiente forma:[3]

### Clasificación general
| \| Clasificación general \| Clasificación general \| Clasificación general \| Clasificación general \| Clasificación general \| \| Ciclista \| Ciclista \| Equipo \| Tiempo \| \| \| --------------------- \| --------------------- \| ------------------------------- \| --------------------- \| --------------------- \| \| 1.º \| Luis León Sánchez \| Liberty Seguros-Würth \| 16 h 45 min 44 s \| \| \| 2.º \| Allan Davis \| Liberty Seguros-Würth \| + 33 s \| \| \| 3.º \| Stuart O'Grady \| Cofidis-Le Crédit par Téléphone \| + 47 s \| \| \| 4.º \| Johan Vansummeren \| Davitamon-Lotto \| + 48 s \| \| \| 5.º \| Javier Ramírez Abeja \| Liberty Seguros-Würth \| + 50 s \| \| \| 6.º \| David McPartland \| Tenax-Nobili Rubinetterie \| + 53 s \| \| \| 7.º \| Simon Gerrans \| AG2R Prévoyance \| + 1 min 04 s \| \| \| 8.º \| Paride Grillo \| Ceramica Panaria-Navigare \| + 1 min 10 s \| \| \| 9.º \| Mark Renshaw \| La Française des jeux \| + 1 min 18 s \| \| \| 10.º \| Robert McLachlan \| Drapac Development Program \| + 1 min 18 s \| \| |                      |                                 |                  |
| |                      |                                 |                  |
| Fuente: ProCyclingStats |                      |                                 |                  |
| Clasificación general |                      |                                 |                  |
| Ciclista | Ciclista             | Equipo                          | Tiempo           |
| 1.º | Luis León Sánchez    | Liberty Seguros-Würth           | 16 h 45 min 44 s |
| 2.º | Allan Davis          | Liberty Seguros-Würth           | + 33 s           |
| 3.º | Stuart O'Grady       | Cofidis-Le Crédit par Téléphone | + 47 s           |
| 4.º | Johan Vansummeren    | Davitamon-Lotto                 | + 48 s           |
| 5.º | Javier Ramírez Abeja | Liberty Seguros-Würth           | + 50 s           |
| 6.º | David McPartland     | Tenax-Nobili Rubinetterie       | + 53 s           |
| 7.º | Simon Gerrans        | AG2R Prévoyance                 | + 1 min 04 s     |
| 8.º | Paride Grillo        | Ceramica Panaria-Navigare       | + 1 min 10 s     |
| 9.º | Mark Renshaw         | La Française des jeux           | + 1 min 18 s     |
| 10.º | Robert McLachlan     | Drapac Development Program      | + 1 min 18 s     |